# 米德爾菲爾德 (紐約州)
米德爾菲爾德（英語：Middlefield）是一個位於美國紐約州奧齊戈縣的鎮。

## 人口
根據2020年美國人口普查的數據，米德爾菲爾德的面積為165.00平方千米，當中陸地面積為164.03平方千米，而水域面積為0.96平方千米。當地共有人口1882人，而人口密度為每平方千米11人。